# Maria Adelaide de Braganza

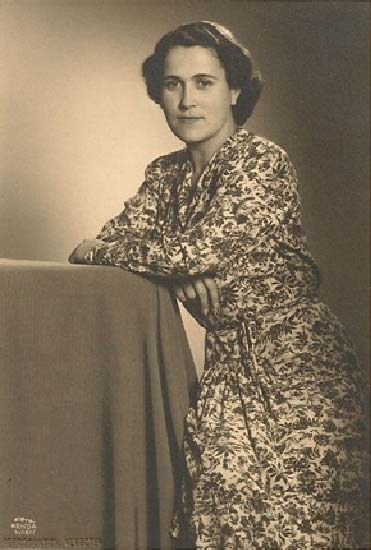
Maria Adelaide de Bragança

Maria Adelaide de Bragança (31 ianuarie 1912 – 24 februarie 2012) a fost din Casei de Bragança, fiica lui Miguel Januário de Bragança și a celei de-a doua soții, Maria Theresa de Löwenstein-Wertheim-Rosenberg.

## Biografie
S-a născut la Saint-Jean-de-Luz, Franța. Nașii ei au fost: regele Manuel al II-lea, ultimul rege al Portugaliei, și mama regelui, Amélie de Orleans.
Infanta Maria Adelaide a fost educată la colegiul Sacre Coeur din germania. S-a căsătorit la Viena, la 13 octombrie 1945 cu dr. Nicolaas van Uden (5 martie 1921 – 5 februarie 1991) care era olandez și care a devenit cetățean portughez în 1975. El a fost biochimist și o autoritate științifică în ultimii ani ai dezvoltării.